# Parafia Matki Boskiej Królowej Polski w Łebnie
Parafia Matki Boskiej Królowej Polski w Łebnie – rzymskokatolicka parafia usytuowana w przy ulicy Kartuskiej w Łebnie w gminie Szemud. Wchodzi w skład dekanatu Kielno w archidiecezji gdańskiej.

## Historia
- 1 czerwca 1925 r. – erygowana zostaje parafia, jednocześnie ks. prał. Walenty Dąbrowski z Wejherowa dokonuje poświęcenia kamienia węgielnego pod budowę kościoła;
- Wiosną 1926 r. - rozpoczęto budowę kościoła.
- 13 kwietnia 1926 r. – ks. Bolesław Stawicki został mianowany pierwszym kuratusem;
- Wrzesień 1926 r. – ks. prał. Walenty Dąbrowski, konsekrował nowy kościół parafialny.
- 1927 r. - wybudowano budynki gospodarcze.
- 1981 r. - wybudowano Grotę Maryjną przy kościele.
- 1983 r. - zbudowano kaplicę pw. Jezusa Miłosiernego.
- 1984 r. - rozpoczęto budowę nowej plebanii, którą ukończono w 1985 r.[1]

Do parafii należą ulice: Łebno, Łebieńska Huta, Będargowo z przysiółkami: Bagielnica, Holma, Różny Dąb, Stary Młyn, Szopy oraz przysiółki: Pobłocie, Smażyno z Głodowem i Zęblewo. Na terenie parafii mieszkało: 1960 Polaków (katolików), 5 Niemców (katolików) i 120 Niemców (protestantów). Podczas hitlerowskiej okupacji nazwa wsi brzmiała – Lebno.

## Proboszczowie
- 1926–1938: ks. Bolesław Stawicki[3]
  - kuratus
- 1938–1940: ks. Wojciech Kłonkowski[4]
- 1947–1952: ks. Aleksander Kaźniak
  - administrator parafii
- 1952–1979: ks. Wacław Markowski
  - administrator parafii
- 1979–1993: ks. kan. Edward Walkowiak
- od 10 XII 1993: ks. kan. Mieczysław Guzmann[5]